# Live studio SPLASH
Live studio SPLASH（ライブ スタジオ スプラッシュ）は、新潟県新潟市西蒲区にかつてあったライブ・イベントスペース。ライブスタジオSPLASHという表記も使用される。

## 概要
2008年12月7日にオープンした。
2013年1月13日のファイナルライブを持って閉店。

## 所在地
新潟県新潟市西蒲区前田けやき通り1

## 施設概要
- 収容人数：スタンディング100人
- 練習スタジオとしても営業しており、イベントのない場合は練習スタジオとして利用できる。

## 交通
- 巻駅から車で10分。
- 駐車場完備。